# 데미컬버린
데미컬버린(demi-culverin)은 세이커보다 약간 크고 컬버린보다 작은 중형 캐넌이다. 16세기 말에 발달했다.

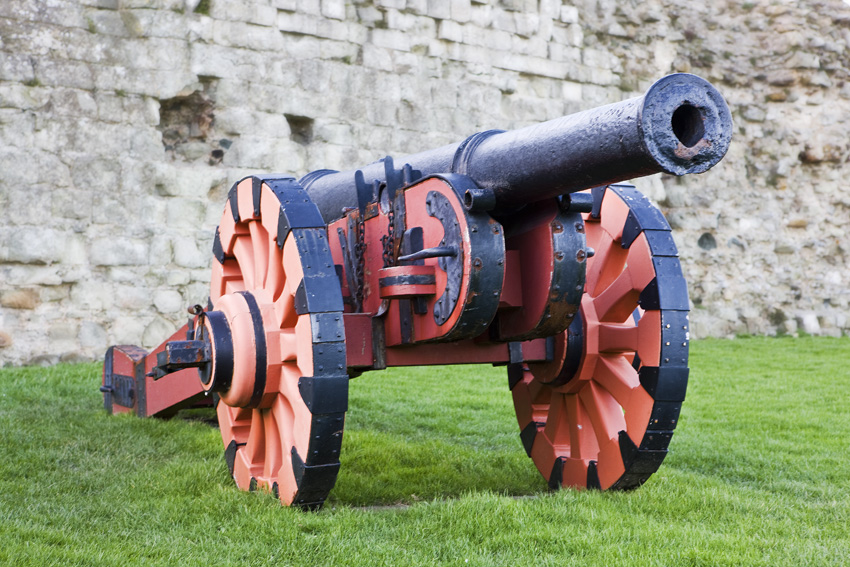
1587년경 주조된 데미컬버린.

데미컬버린의 포신은 길이 약 11 피트(3.4 미터), 구경 약 4 인치(10 센티미터)에 중량은 3,400 파운드(1,500 킬로그램) 정도였다. 무게 8 파운드(3.6 킬로그램)의 포환을 발사하기 위해 필요한 화약량은 6 파운드(2.7 킬로그램), 유효 비거리는 1,800 피트(550 미터) 정도였다.
데미컬버린은 그 사정거리 및 명중률, 효율성으로 인해 장군들에게 고평가받았다. 공성시 방벽이나 건물 파괴용으로도 애용되었다.